# Skokholm

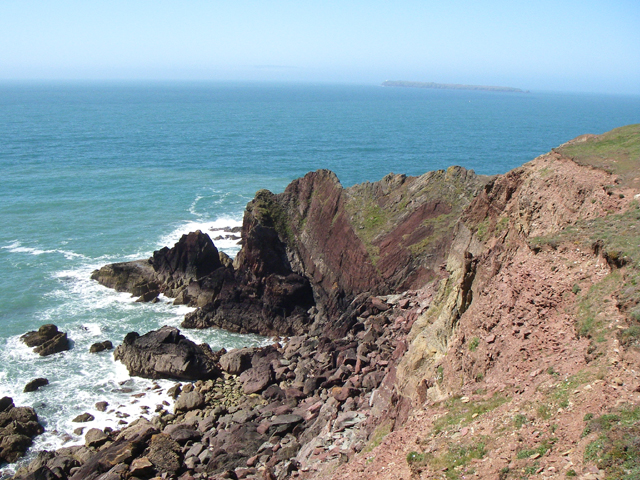
Scogliere a Skokholm

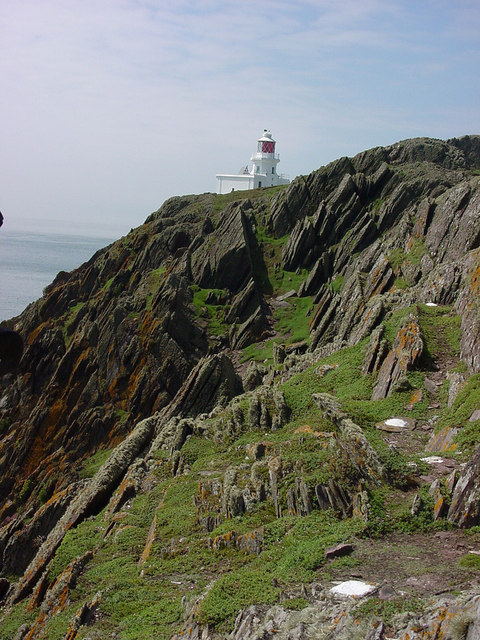
Il Faro di Skokholm

Skokholm Island (in gallese: Ynys Sgoc-holm) o semplicemente Skokholm (100 ha. circa) è una piccola isola disabitata del Galles sud-occidentale, situata nel Jack Sound (Canale di Bristol, Oceano Atlantico), al largo delle coste del Pembrokeshire.
L'isola è classificata come Site of Special Scientific Interest ("sito di particolare interesse scientifico").

## Etimologia
Il nome Skokholm è formato dalle parole norrene holmr, che significa "isola", e stokkr, che significa "stretto passaggio d'acqua" (ovvero quello che in inglese è detto "sound"): il nome dell'isola vorrebbe dunque dire "isola del sound".

## Geografia

### Collocazione
Skokholm si trova a sud della St Bride's Bay e dell'isola di Skomer, nonché ad ovest/sud-ovest dell'isola di Grassholm.

## Dimensioni
L'isola misura circa 1 miglio 1/4 in lunghezza e circa mezzo miglio in larghezza.

## Territorio
Il territorio dell'isola è caratterizzato da scogliere in arenaria rossa, che, nella parte sud-occidentale dell'isola, possono raggiungere i 50 m di altezza.

## Fauna
Sull'isola si trova una riserva del Wildlife Trust of South and West Wales, che ospita circa mezzo milione di uccelli marini e rappresenta insieme alla vicina isola di Skomer uno dei principali siti in Europa per la loro riproduzione (a Skokholm e Skomer si concentra circa il 40% della popolazione mondiale di uccelli marini).

Tra le specie che vivono a Skokholm, vi sono la pulcinella di mare, la procellaria, la berta minore, l'uria nera, la gazza marina, ecc.

A Skokholm si trova inoltre il primo osservatorio ornitologico della Gran Bretagna, che risale al XVII secolo.
Sull'isola vive una colonia di foche grigie, che ogni anno danno alla luce circa 160 cuccioli e si possono avvistare anche i delfini.
In epoca normanna, sono stati trapiantati sull'isola i conigli.

## Edifici e luoghi d'interesse

### Faro di Skokholm
Edificio d'interesse di Skokholm è il faro, costruito nel 1916 e automatizzato nel 1983.